# Philoponella collina
Philoponella collina es una especie de araña araneomorfa del género Philoponella, familia Uloboridae. Fue descrita científicamente por Keyserling en 1883.
Habita en Perú.